# Agni Air
Agni Air Pvt. Ltd. — непальская авиакомпания, начавшая перевозки в марте 2006 года. Её штаб-квартира находилась в Катманду. В 2012 году деятельность авиакомпании была приостановлена из-за невыплаченных долгов.

## История

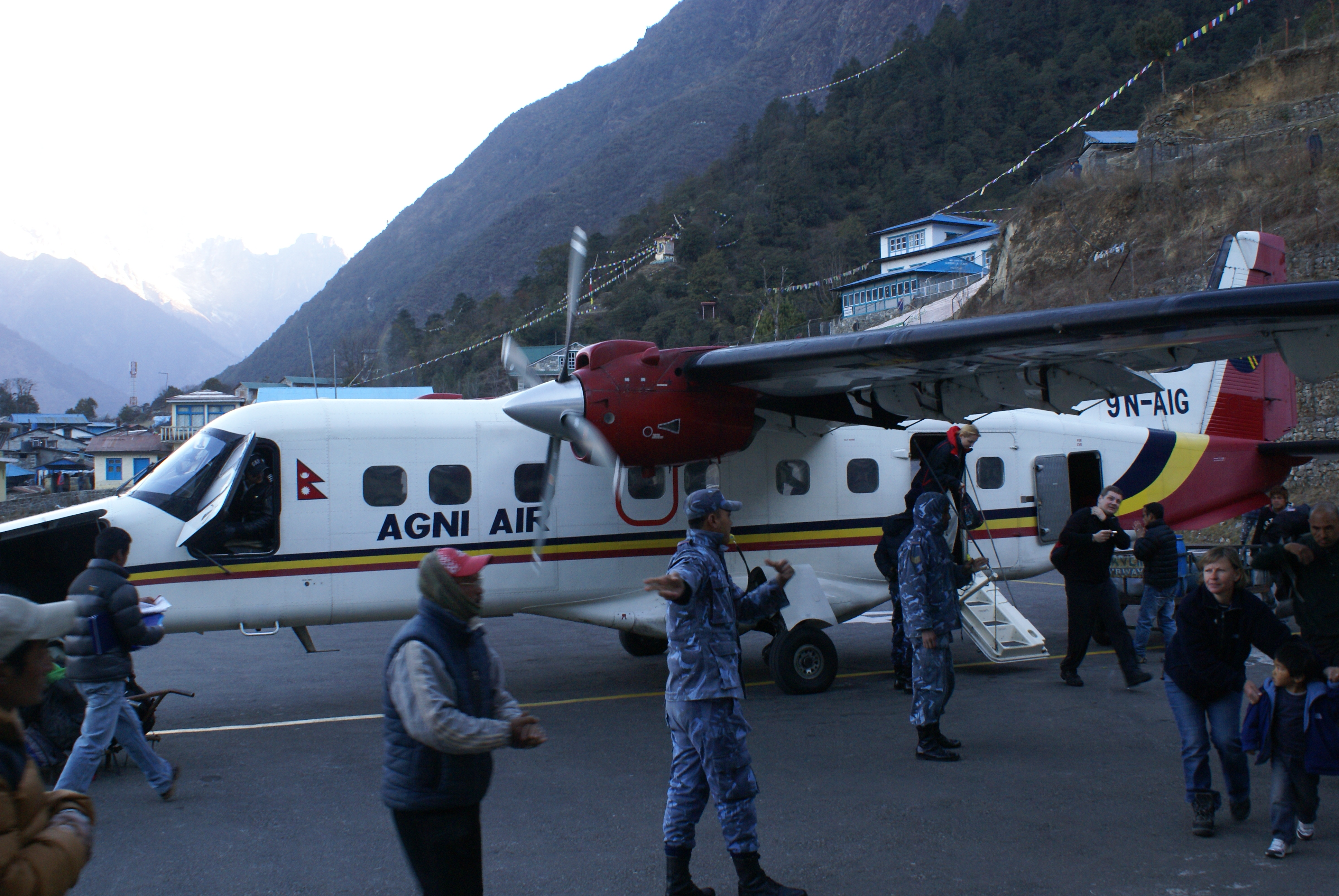
Самолёт Dornier Do 228 авиакомпании Agni Air

Agni Air начала перевозки 16 марта 2006 года в направлениях Лукла и Тумлингтар на самолёте Dornier 228 и с полётами в Биратнагар днём позже.
В ноябре 2012 года Agni Air не смогла в установленные сроки погасить финансовую задолженность перед банками, что привело к приостановке деятельности авиакомпании. Планируется продажа Agni Air на аукционе.

## Пункты назначения
Управление гражданской авиации Непала (CAAN) дало лицензию авиакомпании Agni Air на выполнение регулярных пассажирских перевозок, в том числе и в горной местности. По состоянию на июнь 2010 года Agni Air выполняла регулярные перевозки по следующим направлениям:
| Город      | Код IATA | Аэропорт                                | Направления                                                   |
| ---------- | -------- | --------------------------------------- | ------------------------------------------------------------- |
| Бхаратпур  | BDP      | аэропорт Бхаратпур                      | Катманду                                                      |
| Бхайрахава | BWA      | аэропорт Гаутама Будда                  | Катманду                                                      |
| Биратнагар | BIR      | аэропорт Биратнагар                     | Катманду                                                      |
| Джомсом    | JMO      | аэропорт Джомсом                        | Покхара                                                       |
| Катманду   | KTM      | международный аэропорт имени Трибхувана | Бхаратпур, Бхайрахава, Биратнагар, Лукла, Покхара, Тумлингтар |
| Лукла      | LUA      | аэропорт имени Тэнцинга и Хиллари       | Катманду                                                      |
| Покхара    | PKR      | аэропорт Покхара                        | Джомсом, Катманду                                             |
| Тумлингтар | TMI      | аэропорт Тумлингтар                     | Катманду                                                      |

## Флот
Флот Agni Air состоял из:
- 2 самолёта Dornier Do 228
- 3 самолёта British Aerospace Jetstream 41

С 2013 года все самолёты отданы в 5-летний лизинг непальской авиакомпании Simrik Airlines.

## Происшествия и катастрофы
- Катастрофа Dornier 228 под Катманду, случившаяся возле столицы страны во время проливного дождя — погибли все 14 человек на борту[9].
- 14 мая 2012 года, самолёт Dornier 228 авиакомпании Agni Air потерпел крушение при заходе на посадку в аэропорт Джомсом. Погибло 15 из 21 человека на борту самолёта[10].